# 민간 항공국
민간 항공국(CAA)은 항공기 등록기호 유지 관리를 포함하여 민간 항공의 규제를 감독하는 국가 또는 초국가적 법정 기관을 가리키는 단어이다.

## 설명
CAA의 독자적인 개발로 인해 국가마다 규정이 각각 달랐다. 이로 인해서 과거에는 항공우주 제조업체가 특정 국가 요구 사항(예: BAe Jetstream 31)에 맞는 다양한 모델을 개발해야 했으며 항공기가 해외 관할권으로 여행하는데 어려움을 겪었다. 1944년에 체결된 국제민간항공협약(시카고 협약)은 이러한 문제를 다루고 있다. 그 후인 1947년에 국제 민간 항공 기구(ICAO)의 유엔이 설립되어 현재 회원국을 감독하고 모범 사례 규정이 채택될 수 있도록 규제 변경을 시행하고 있다.

## 같이 보기
- 민간 항공
- 항공